# Caririaçú
Caririaçu este un oraș în Ceará (CE), Brazilia.